# Echinolittorina pascua
Echinolittorina pascua là một loài ốc biển, là động vật thân mềm chân bụng sống ở biển trong họ Littorinidae.

## Miêu tả
Loài này có vỏ dài 15 mm

## Phân bố
Chúng phân bố ở Thái Bình Dương Ocean dọc theo đảo Easter